# الطائر ذو الريش البلوري (فلم)
الطائر ذو الريش البلوري (بالإيطالية: L'uccello dalle piume di cristallo) فيلم رعب وغموض وإثارة إيطالي لعام 1970، الفيلم من النوع الذي يطلق عليه أفلام الجيالو (مصطلح إيطالي يشير إلى الخيال الغامض والقصص المثيرة)، الفيلم من إخراج داريو أرجينتو، في أول ظهور له في الإخراج، وبطولة توني موسانتي، وسوزي كيندال، وإنريكو ماريا ساليرنو، وإيفا رينزي. الفيلم له الفضل في الترويج لنوع «جيالو الإيطالي». إنها الدفعة الأولى في ثلاثية الحيوانات، وتلى هذا الفيلم عام 1971 (القط ذو التسعة ذيول The Cat o' Nine Tails)، وعام 1972 (أربعة ذبابات على المخملي الكئيب Four Flies on Grey Velvet). كتب الفيلم المخرج أرجينتو، واقتبسه من رواية فريدريك براون «ميمي تصرخ The Screaming Mimi»، والتي سبق تحويلها إلى فيلم هوليوود «صراخ ميمي» عام 1958 من إخراج جيرد أوزوالد.
ترشح الفيلم لجائزة «إدغار آلان بو Edgar Allan Poe award» لأفضل فيلم في عام 1971. تم حذف 20 ثانية من النسخة الأصلية للفيلم الأصل لمدة 20 ثانية لإصداره في الولايات المتحدة وحصل على تصنيف (GP) على الرغم من إعادة تصنيفه لاحقًا على أنه (PG) دون حاجة لحذف مشاهد.
حقق الفيلم نجاحًا كبيرًا في شباك التذاكر عند صدوره، حيث بلغ إجمالي أرباحه 1.650.000.000 ليرة إيطالية (حوالي مليون دولار أمريكي)، أي ضعف تكلفة الإنتاج البالغة 500.000 دولار. حقق الفيلم أيضًا نجاحًا خارج إيطاليا، حيث حصل على 1.366.884 يورو في إسبانيا.

## طاقم التمثيل
- توني موسانتي: في دور سام دالماس
- سوزي كيندال: في دور جوليا
- إنريكو ماريا ساليرنو: في دور المفتش موروسيني
- إيفا رينزي: في دور مونيكا رانييري
- أمبرتو راهو: في دور ألبرتو رانييري
- ريناتو رومانو: في دور البروفيسور كارلو دوفر
- جوزيبي كاستيلانو: في دور مونتي
- ماريو أدورف: في دور بيرتو كونسالفي
- بينو باتي: في دور فاينا
- جيلدو دي ماركو: في دور جارولو
- روزيتا تورش: في دور الضحية الرابعة
- عمر بونارو: في دور مخبر شرطة
- فولفيو مينجوزي: في دور مخبر شرطة 2
- ويرنر بيترز: في دور تاجر تحف
- كارين فالنتي: في دور تينا (الضحية الخامسة)
- كارلا مانشيني: في دور فتاة تشاهد التلفاز
- ريجي نالدر: في دور نيدلس[16]

## أحداث الفيلم
يعيش الكاتب الأمريكي سام دالماس (توني موسانت) في روما مع صديقته الموديل جوليا (سوزي كيندال) يعاني من إنقطاع الهام الكتابة، وهو على وشك العودة إلى أمريكا ولكنه يشهد هجومًا من شخص يرتدي قفاز أسود ومعطف واق من المطر على امرأة في معرض فني. يحاول سام الوصول للجاني ولكنه يفشل، وتحتجز الشرطة جواز سفره بإعتباره شاهد هام. يقرر سام مساعدة المفتش موروسيني (إنريكو ماريا ساليرنو) في تحقيقه. تعتقد الشرطة بوجود قاتل متسلسل يتجه لقتل الفتيات إحداهن بائعة كان آخر شيء باعته في اليوم الذي قُتلت فيه هو لوحة من مشهد صارخ يظهر رجلاً يرتدي معطف واق من المطر يقتل امرأة شابة. يهاجم ذو القفاز الأسود جوليا صديقة سام الذي يصل في الوقت المناسب لإنقاذها، ويلوذ المهاجم بالفرار. يبدأ سام في تلقي مكالمات هاتفية تهدده بالقتل، وتتمكن الشرطة من عزل ضوضاء صادرة من لعبة الكريكيت في خلفية المكالمات مع صوت غريب يتم الكشف عنه لاحقًا على أنه صوت سلالة نادرة من الطيور من سيبيريا تسمى «الطائر ذو الريش البلوري»، وتكتشف الشرطة أن هذا النوع من الطيور لا يوجد في روما إلا في حديقة الحيوانات بالعاصمة الإيطالية مما يسمح لسام والشرطة بتحديد مكان إقامة القاتل هناك.
تقع حادثة جديدة حيث تصل الشرطة لمكان حادث وفيه الزوجة مونيكا رانييري (إيفا رينزي) كانت تقاوم زوجها ألبرتو رانييري (أمبرتو راهو) الذي يستخدم سكينًا ويسقط ألبرتو من ستة طوابق على رصيف خرساني أدناه بينما يموت يعترف بارتكاب جرائم القتل ويخبرهم أنه يحب زوجته. تختفي جوليا، ويعثر سام عليها مقيدة ومصابة ببعض الجروح، ويجد أيضا صديقه البروفيسور كارلو دوفر (ريناتو رومانو) مقتولًا. يظهر المهاجم ويكشف سام أنه مونيكا رانييري. يدرك سام فجأة أنه أساء التفسير، وأن مونيكا لم تكن تتعرض للاعتداء ولكنها هي من هاجمت زوجها. تهرب مونيكا ويطاردها سام إلى معرضها الفني، وهناك وبينما مونيكا تستعد لقتله بالسكين، تقتحم الشرطة، التي أبلغتها جوليا التي هربت، وتلقي القبض على مونيكا. يرفع الحظر عن سفر سام، ويتم نقل مونيكا إلى مستشفى للأمراض النفسية، حيث يكتشف الأطباء أنها كانت ضحية هجوم مؤلم قبل عشر سنوات، وعندما شاهدت لوحة الهجوم دفعتها إلى الجنون، كما كان زوجها ألبرتو يعاني بالمثل من الذهان المستحث، وكان يتستر على جرائم القتل، كما ارتكب بعض الجرائم بنفسه. يعود سام وجوليا إلى أمريكا.

## استقبال الفيلم
منح موقع «الطماطم الفاسدة» الفيلم تقييماً مقداره 93% بناءاً على آراء 27 ناقد، وكتب إجماع نقاد الموقع: «الجمع بين مؤامرة الإثارة القاتلة والعنف المنمق سيصبح علامة تجارية للمخرج داريو أرجينتو في أول ظهور له بفيلم رعب مثير للإعجاب».
استقبل النقاد «الطائر ذو الريش البلوري» جيدًا. كتبت صحيفة نيويورك تايمز: «الفيلم لديه الطاقة لدعم تفاصيله واللياقة لعرض الحوادث بأناقة. من الجيد إعادة اكتشاف الرعب القديم في مثل هذا الديكور الجديد الوسيم». منح الناقد روجر إيبرت الفيلم ثلاثة من أصل أربعة نجوم، وكتب: «إنه فيلم مثير وجيد جدًا. والرعب على مستوى أكثر بكثير من، على سبيل المثال، أفلام إثارة هيتشكوك».
صنفت مجلة إمباير الفيلم في المرتبة 272 في قائمة «أعظم 500 فيلم في كل العصور».

## روابط خارجية
- الطائر ذو الريش البلوري على موقع IMDb (الإنجليزية)
- الطائر ذو الريش البلوري على موقع روتن توميتوز (الإنجليزية)
- الطائر ذو الريش البلوري على موقع نتفليكس (الإنجليزية)
- الطائر ذو الريش البلوري على موقع ألو سيني (الفرنسية)
- الطائر ذو الريش البلوري على موقع Turner Classic Movies (الإنجليزية)
- الطائر ذو الريش البلوري على موقع أول موفي (الإنجليزية)
- الطائر ذو الريش البلوري على موقع فيلمافينيتي (الإسبانية)
- الطائر ذو الريش البلوري على موقع قاعدة بيانات الأفلام السويدية (السويدية)
- الطائر ذو الريش البلوري على موقع قاعدة بيانات الفيلم (الإنجليزية)
- الطائر ذو الريش البلوري على موقع ليتربوكسد (الإنجليزية)